# نریمان‌آباد، یولاخ
نریمان‌آباد (به لاتین: Nərimanabad) منطقه‌ای مسکونی در جمهوری آذربایجان است که در شهرستان یولاخ واقع شده است. نریمان‌آباد ۱۶۸۰ نفر جمعیت دارد.